# Дружба і ніякого сексу?
«Дружба і ніякого сексу?» (англ. The F Word, дослівно укр. Слово на букву Д, також англ. What If, дослівно укр. Що, якщо) — ірландсько-канадська комедійна мелодрама режисера Майкла Довса, що вийшла 2013 року. У головних ролях Денієл Редкліфф, Зої Казан. Стрічка знята на основі п'єси «Зубна паста і сигари» Ті. Джей. Дейва і Майкла Рінальді.
Вперше фільм продемонстрували 7 вересня 2013 року у Канаді на 38-му Міжнародному кінофестивалі у Торонто. В Україні у кінопрокаті прем'єра фільму відбулася 2 жовтня 2014 року.

## Сюжет
Воллес, 20-річний юнак, що повністю розчарувався у коханні через свою колишню дівчину, що мала роман з викладачем анатомії. Тому хлопець кинув навчання у медичному коледжі й вирішив не проводити соціально активне життя. Проте одного разу його знайомий Аллен переконує Воллеса прийти на вечірку, де він знайомиться з Чентрі.

## Творці фільму

### Знімальна група
Кінорежисер — Майкл Довс, сценаристом був Ілан Местаі, кінопродюсерами — Девід Ґросс, Макдара Келлегер, Андре Роло і Марк Стівенсон, виконавчі продюсери — Джефф Аркус, Марк Коста, Майкл Довс, Гартлі Ґоренштейн, Ілан Местаі, Форд Оелмен, Джессі Шапіра, Патріс Теру і Марлінда Волкотт. Композитор: A.C. Ньюмен, кінооператор — Роджер Стофферс, кіномонтаж: Айвенн Тібадо. Підбір акторів — Ронна Кресс, художник-постановник — Марк Стіл, художник по костюмах — Лія Карлсон.

### У ролях
| Актор           | Персонаж             | Роль                                            |
| --------------- | -------------------- | ----------------------------------------------- |
| Денієл Редкліфф | Воллес англ. Wallace | хлопець, що живе зі своєю сестрою і племінником |
| Зої Казан       | Чентрі англ. Chantry | двоюрідна сестра Аллана                         |
| Меґан Парк      | Даллія англ. Dalia   | сестра Чентрі                                   |
| Адам Драйвер    | Аллан англ. Allan    | знайомий Воллеса                                |
| Маккензі Девіс  | Ніколь англ. Nicole  | дівчина, а потім дружина Аллана                 |
| Рейф Сполл      | Бен англ. Ben        | хлопець Чентрі                                  |

## Сприйняття

### Критика
Фільм отримав здебільшого позитивні відгуки: Rotten Tomatoes дав оцінку 69% на основі 110 відгуків від критиків (середня оцінка 6,2/10) і 75% від глядачів зі середньою оцінкою 3,8/5 (17,333 голоси). Загалом на сайті фільми має позитивний рейтинг, фільму зарахований «стиглий помідор» від кінокритиків і «попкорн» від глядачів, Internet Movie Database — 7,1/10 (5 468 голосів), Metacritic — 59/100 (36 відгуків критиків) і 7,1/10 від глядачів (15 голосів). Загалом на цьому ресурсі від критиків фільм отримав змішані відгуки, а від глядачів — позитивні.

### Касові збори
Під час показу у США протягом першого (вузького, з 8 серпня 2014 року) тижня фільм показали у 20 кінотеатрах і він зібрав 133,898 $, що на той час дозволило йому зайняти 33 місце серед усіх прем'єр. Наступного (широкого, з 15 серпня 2014 року) тижня фільм показали у 787 кінотеатрах і він зібрав 854,364 $ (17 місце). Станом на 18 вересня 2014 року показ фільму триває 42 дні (6 тижнів) і за цей час фільм зібрав у прокаті у США 3,493,000  доларів США, а у решті світу 3,185,000 $, тобто загалом 6,678,000 $.

### Нагороди і номінації
| Рік  | Нагорода                   | Категорія                 | Номінант                                                         | Результат |
| ---- | -------------------------- | ------------------------- | ---------------------------------------------------------------- | --------- |
| 2014 | Гільдія режисерів Канади   | Режисура — Художній фільм | Майкл Довс                                                       | Номінація |
| 2014 | Гільдія режисерів Канади   | Художній фільм            | Майкл Довс, Регіна Робб, Вальтер Ґашпарович, Пазз Неґлія та інші | Номінація |
| 2014 | Премія «Джіні»             | Адаптований сценарій      | Ілан Местаі                                                      | Перемога  |
| 2014 | Премія «Джіні»             | Найкращий художній фільм  | Андре Роло, Девід Ґросс, Макдара Келлегер                        | Номінація |
| 2014 | Премія «Джіні»             | Досягнення у режисурі     | Майкл Довс                                                       | Номінація |
| 2014 | Премія «Джіні»             | Чоловіча головна роль     | Деніел Редкліфф                                                  | Номінація |
| 2014 | Премія «Джіні»             | Жіноча роль другого плану | Маккензі Девіс                                                   | Номінація |
| 2014 | Гільдія сценаристів Канади | Художній фільм            | Ілан Местаі                                                      | Перемога  |

### Виноски
1. 1 2  What If: Release Info (англ.). Internet Movie Database. Архів оригіналу за 19 серпня 2014. Процитовано 1 жовтня 2014.
2. ↑  Дружба і ніякого сексу?. Kino-teatr.ua. Архів оригіналу за 6 жовтня 2014. Процитовано 1 жовтня 2014.
3. 1 2 3 4  What If (англ.). Box Office Mojo. Архів оригіналу за 6 жовтня 2014. Процитовано 1 жовтня 2014.
4. 1 2  What If (англ.). The Numbers. Архів оригіналу за 6 жовтня 2014. Процитовано 1 жовтня 2014.
5. 1 2  What If (англ.). Internet Movie Database. Архів оригіналу за 8 жовтня 2014. Процитовано 1 жовтня 2014.
6. ↑  What If (англ.). Allmovie. Архів оригіналу за 20 жовтня 2014. Процитовано 1 жовтня 2014.
7. 1 2  What If: Full Cast & Crew (англ.). Internet Movie Database. Архів оригіналу за 2 серпня 2014. Процитовано 1 жовтня 2014.
8. ↑  What If (англ.). Rotten Tomatoes. Архів оригіналу за 1 жовтня 2014. Процитовано 1 жовтня 2014.
9. ↑  What If (англ.). Metacritic. Архів оригіналу за 7 вересня 2014. Процитовано 1 жовтня 2014.
10. ↑  What If: Awards (англ.). Internet Movie Database. Архів оригіналу за 2 серпня 2014. Процитовано 1 жовтня 2014.